# 三色园蛛
三色园蛛（学名：Araneus tricoloratus）为园蛛科园蛛属的动物。在中国大陆，分布于山东等地。该物种的模式产地在山东菖南。